# Folktronica
Folktronica (auch: Electrofolk) bezeichnet ein Musikgenre, das Electronica mit Folk kombiniert.

## Begriff
Der Begriff wurde Ende der 1990er geprägt, mutmaßlich zuerst von der britischen Presse in Bezugnahme auf den Musiker Kieran Hebden (Four Tet). 2001 erschien das Album Folktronica des postmodernen Künstlers Momus, auf dem dieser sich satirisch mit dem neuen Genre auseinandersetzt. Weitgehende Verbreitung fand der Begriff vermutlich spätestens 2007 mit dem kommerziellen Durchbruch von Patrick Wolfs Album The Magic Position.

## Bands
| - The Album Leaf - The Beta Band - Boards of Canada - Bon Iver - The Books - Caribou - Efterklang - Four Tet - Fridge - Get Cape. Wear Cape. Fly - Go_A - Gravenhurst | - David Gray - The High Llamas - David Kitt - The Microphones - Matmos - Milky Chance - Juana Molina - Múm - Nobukazu Takemura | - Beth Orton - The Prize Fighter Inferno - Psapp - Prefuse 73 - Tunng - Patrick Wolf - Ylid - James Yuill - Wintergatan - Speed Caravan |